# 1つ足りない賽は投げられた
1つ足りない賽は投げられた（ひとつたりない さいはなげられた）は、かつて存在した日本の女性アイドルグループ。レイズ所属。都内の女性アイドル対バン＆主催ライブやYouTube、TikTokなどのSNSを中心に活動していた。略称はひとさい。

## 概要
コンセプトは「ボードゲーム×アイドル」で、アイドル戦国時代というマップ上を歌って踊って勝ち進むとしている。
また、当初はメンバーのことをディーラー、ファンのことをプレイヤーと呼ぶ文化があったが、晩年その文化は薄れつつあった。

## 略歴
2022年
1月1日、公式Twitterを開設。
1月7日、Twitterでメンバーの発表を開始した。
1月14日、「Re:Start」のミュージック・ビデオを公式YouTubeで公開した。
2月27日、Spotify O-nestで開催されたお披露目単独ライブでデビューした。
2023年
2月1日、YouTuberユニット「さんこいち」元リーダーの「ほりえりく」がプロデューサーであることを公表した。
7月24日、すぅからの歌詞提供（First Summer）を発表した。
2024年
12月29日、単独公演にて翌年3月26日に解散することを発表した。

## メンバー
担当色、誕生日、出身地、身長、ディーラーネーム（愛称）、備考
榎本雅（えのもと みやび）
ピンク、1月10日、愛知県、161cm、みーあん
TikToker（みーあん）
冬野れい（ふゆの れい）
紫、6月9日、新潟県、158cm、れいちゃん
元スキスギルキス→元サクサクJUMBLE
峰島紬（みねしま つむぎ）
緑、3月17日、千葉県、159cm、みねちゃん
元KissBeeYouth→元噛ム噛ムバンパイア
望月さあや（もちづき さあや） - リーダー
オレンジ、9月9日、島根県、148cm、さあや
元ASTROMATE、『サコプロオーディション』ファイナリスト、多摩美術大学卒業
高須賀友香（たかすか ともか）
青、11月10日、愛媛県、152cm、ともか
『女子高生ミスコン2019』フリュー賞、『今日、好きになりました。』（卒業編）出演
後にMaison de Queen

## 作品

### 配信シングル & EP
1. Re:Start/じゃねーの法則/ドッグイヤー（2022年1月21日）
  1. 作詞・作曲：Daitch
  2. 作詞・作曲：Daitch
  3. 作詞・作曲：Daitch
2. ダイスロールコントロール/まじっくくらっぷ（2022年2月18日）
  1. 作詞・作曲：磯野涼
  2. 作詞・作曲：Daitch
3. 好きっていいます!（2022年3月17日） - 5バージョン収録[15]
  1. 作詞・作曲：Daitch
4. Level.1/じゃんぴんぐフェスティバル（2022年5月30日）
  1. 作詞・作曲：Daitch
  2. 作詞・作曲：Daitch
5. あっち向いて恋!!/新しい世界へ/エピローグ（2022年7月30日）
  1. 作詞・作曲：磯野涼
  2. 作詞・作曲：Daitch
  3. 作詞・作曲：Daitch
6. 仄暗い闇の外から…/ちゅー・ハイ!/あっぺんだん（2023年2月10日）
  1. 作詞・作曲：Daitch
  2. 作詞・作曲：Daitch
  3. 作詞・作曲：磯野涼
7. 145,541（2023年3月7日）
  1. 作詞・作曲：Daitch
8. 星の形（2023年8月12日）- シングル4作同時配信
  1. 作詞：峰島紬、作曲：Daitch
9. ラブミーマスター（2023年8月12日）
  1. 作詞・作曲：鈴木裕哉、振付：望月さあや
10. First Summer（2023年8月12日）
  1. 作詞：すぅ、作曲：Daitch
11. ノープラン1チャンス（2023年8月12日）
  1. 作詞・作曲：Daitch
12. 『アバヨ!君よ幸せあれ!』/限界突破!!YOPPAらっぱー!!/こころ吹雪（2024年3月25日）
  1. 作詞・作曲：鈴木裕哉、振付：望月さあや
  2. 作詞・作曲：オメでたい頭でなにより
  3. 作詞・作曲：Daitch、振付：望月さあや
13. Dive！（2024年10月22日）
  1. 作詞・作曲：岡村大輔、振付：望月さあや
14. ウィンターハートチーク（2024年12月2日）
  1. 作詞・作曲：大熊淳生、振付：らん先生

## ライブ
主なもの
- 単独無料公演『賽は投げても匙だけは投げないんだ』（2022年4月- 10月、ベルエポック美容専門学校）
- 主催対バンイベント『ひとさいランド』（2022年6月 - 、渋谷・GARRET udagawa、青山RizMなど）
- ワンマンライブ『ひとさいクエスト』（2022年8月16日、渋谷・Studio Freedom）
- 単独定期公演『週明けってつらいよね!? そんな時はひとさいでしょ!? 〜あけさい〜』（2022年11月 - 2023年2月、大塚Hearts Next）
- ワンマンライブ『1周年記念ワンマンライブ』（2023年3月5日、池袋・harevutai）
- 定期公演『あけさいin渋谷』（2023年4月 - 、恵比寿CreAto）
- 8月ひとさいに会いにO-EASTに来てほしいから先に大阪＆名古屋に会いに行きますライブ（2023年6月2日、北堀江club vijon ＆ 2023年6月18日、CLUB SARU）
- 3rdワンマンライブ『Before it ends』（2023年8月10日、Spotify O-EAST）
- 東名阪ワンマンツアー『1つ足りない賽は投げられた2周年ツアー 〜何度も何度も何度も思い出してる どんなにどんなにどんなに時が経っても〜』（2024年2月17日、X-HALL-ZEN ＆ 2月24日、心斎橋VARON ＆ 3月2日、新宿ReNY）[16]
- ひとさい5大都市ワンマンツアー3周年全国ツアー『-羽ばたいて-』（2025年2月）
  - 【東京】1日、青山RiZM【大阪】9日、北堀江Vijon【福岡】15日、DRUM SON【北海道】22日、PLANT【名古屋】24日、Heart Land
- 3周年記念当日ライブ（2025年2月27日、GARRET udagawa）
- 主催対バンライブ『ひとさいランドFinal』（2025年3月22日、渋谷近未来会館）
- 解散ライブ『One for Five, Five for One』（2025年3月26日、Veats Shibuya）

### 参加ライブ
- IDORISE!! FESTIVAL 2022（2022年3月13日、Spotify O-nest）[17]
  - IDORISE!! FESTIVAL 2023（2023年3月12日、Spotify O-nest）
- SUPER MAWA LOOP OSAKA 2022（2022年5月7日、大阪・アメリカ村DROP）
- 神宮外苑花火大会（2022年8月20日、神宮軟式球場）[18][19]
- TOKYO GIRLS GIRLS（2023年2月12日、Zepp DiverCity (TOKYO)）
- サコフェス・ハイパー・スペシャル・デラックス!!!（2023年2月18日、Spotify O-WEST）[20]
  - SACOFES. UNIVERSE（2024年4月21日、豊洲PIT）[21]
- 超NATSUZOME2023（2023年7月1日、幕張海浜公園）
- SPARK 2023 in YAMANAKAKO（2023年7月16日・17日、山中湖交流プラザ きらら）
- TOKYO IDOL FESTIVAL 2023（2023年8月6日、お台場・青海周辺エリア）
- @JAM EXPO 2023 supported by UP-T（2023年8月27日、横浜アリーナ）

## 出演

### ネットテレビ
- SHAKE UP WALLOP（2022年、ワロップ放送局）

## 書籍

### ネットメディア
- ヤンマガWeb「ヤンマガGリーグ！」（2022年） - 榎本[22]